# I Delfini (gruppo musicale)
I Delfini sono stati un gruppo musicale beat italiano, l'unico, insieme all'Equipe 84, a pubblicare negli anni sessanta dischi anche negli Stati Uniti d'America ed a partecipare a vari programmi televisivi oltreoceano.

## Storia del gruppo

### Gli inizi
Il gruppo si forma a Padova nel 1961, dopo che i singoli componenti si sono incontrati durante uno spettacolo studentesco: iniziano a preparare un repertorio costituito per lo più da cover di rock and roll, a cui ben presto affiancano alcune canzoni di loro composizione che tentano di conciliare la tipica melodia italiana con le sonorità rock e beat, ottenendo un risultato molto originale, testimoniato dal successo che riscuotono nelle serate che effettuano, in quel periodo, a livello regionale.
Dal punto di vista delle sonorità, si caratterizzano per l'uso del sassofono, strumento all'epoca non molto diffuso nella penisola, suonato da Sergio Magri; sono inoltre uno dei primi gruppi italiani che fa attenzione anche al look e, al contrario di altri complessi, adottano una divisa uguale per tutti, costituita da giubbe azzurre con calzini bianchi e scarpe di vernice.
Iniziano quindi a proporsi alle case discografiche di Milano e Roma, e nel 1964 suscitano l'attenzione di Carmine De Benedittis, che propone loro un contratto per la sua casa discografica, la CDB, per cui debuttano con il primo 45 giri, pubblicato nel mese di gennaio 1965, e contenente una cover di I wanna be your man dei The Beatles (incisa anche dai Rolling Stones), Voglio essere il tuo uomo che, nonostante il titolo in italiano, è cantata in inglese.
Sul retro vi è una cover di Tell me degli Stones, Tu devi ritornare da me, con il testo scritto dal cantante e bassista Renzo Levi Minzi; il 45 giri, però, non ottiene molto successo.
Anche il disco successivo, Credimi cara, passa inosservato.

### Il successo
È con il terzo 45 giri che I Delfini cominciano ad ottenere anche risultati nelle vendite, oltre che nei concerti: in realtà il traino del disco è effettuato dal lato B, Stasera sono solo, che piace a Renzo Arbore e Gianni Boncompagni, che lo trasmettono nel loro celebre programma Bandiera gialla per sei settimane consecutive, per poi partecipare con lo stesso brano alla trasmissione televisiva Andiamoci Piano condotta da Enrico Simonetti e Isabella Biagini; anche i due 45 giri seguenti, Anche se lei e Il mio dolore, ottengono un buon successo (anche quest'ultimo spinto dal retro, C'è un posto migliore per noi, cover di We've gotta get out of this place degli Animals), tanto da spingere la casa discografica alla pubblicazione di un 33 giri, intitolato semplicemente I Delfini, che tra le varie canzoni originale e le cover contiene una loro interpretazione in chiave beat di Una fetta di limone, successo di Enzo Jannacci e Giorgio Gaber del 1960, quando si esibivano con il nome di I due corsari.
Il disco ottiene un discreto successo, ed è uno degli album fondamentali del beat italiano, al punto di essere stato ristampato in cd (come del resto anche il successivo) nel 1996 dalla On Sale Music.
Il 18 giugno 1966 Tu te ne vai vince la selezione di Bandiera gialla scalzando un brano degli Small Faces, mentre dopo l'estate Fate come noi diventa la sigla del programma televisivo Il signore ha suonato.
In questo periodo I Delfini partecipano anche a due compilation, una realizzata dalla loro casa discografica, Per voi giovani, ed una invece dalla ARC (distribuita dalla RCA Italiana), Una serata al Piper: in quest'ultima, realizzata dal vivo al noto locale romano, presentano due canzoni inedite nella loro discografia, e cioè Memphis Tennessee di Chuck Berry e The last time dei Rolling Stones.

### Negli Stati Uniti d'America
Nel dicembre del 1966 De Benedittis tenta la carta internazionale, e tramite alcuni contatti con case discografiche che si occupano della distribuzione oltreoceano, fa incidere a I Delfini la versione inglese di Tu te ne vai, che diventa You went away; sul lato B viene invece incisa Mr. Volare, che non è altro che una cover di Nel blu dipinto di blu, la canzone italiana più nota in America.
L'accordo ottenuto da De Benedittis prevede, come contropartita, che il discografico italiano si impegni nel lancio nella penisola dei The Happenings, ed in effetti gli statunitensi partecipano al Festival di Sanremo 1967 con Quando vedrò, con scarsi risultati.
I Delfini intanto presentano il loro disco anche in alcuni spettacoli televisivi: in quest'occasione si interessa loro anche il TG1, che dedica loro un servizio con un'intervista da New York realizzata da Ruggero Orlando.
I Delfini eseguono anche alcuni concerti: le vendite, però, non sono incoraggianti, mentre andrà meglio invece in Sudamerica, dove sono in tour insieme a Roberto Carlos e dove arrivano ai primi posti delle classifiche (in particolare in Argentina) con il brano Magdalena.
Il gruppo  torna in Italia, dove viene pubblicato il loro secondo album: i rapporti con De Benedittis però sono tesi, anche a causa del fallimento dell'operazione negli Stati Uniti, per cui i Delfini decidono di rompere il contratto e passare alla Decca Records, che li fa partecipare a Un disco per l'estate nel 1967 con Beat beat hurrah, che però non riscuote il successo sperato e convince il gruppo a tornare alla CDB. Nel luglio dello stesso anno partecipano alla XV edizione del Festival della Canzone Napoletana con il brano Chiuveva in abbinamento con la giovane Gelsomina Giannattasio ma, nonostante la validità della canzone, vengono eliminati dalla finale.

### Il declino
I Delfini pubblicano nel 1968 alcuni 45 giri, ma contemporaneamente il cantante Renzo Levi Minzi accarezza l'ambizione di dedicarsi alla carriera solista, incidendo tre dischi con il nome di Renzo dei Delfini: il risultato è che, tralasciando la promozione dei 45 giri del gruppo, nessuno dei dischi ottiene successo, ed il complesso attraversa un periodo di stasi.
Nei primi anni '70 si dedicano prevalentemente all'attività concertistica, tornando in sala d'incisione solo nel 1977 per un 45 giri pubblicato dalla Feeling Record Italiana (la stessa casa discografica di Gipo Farassino).
Ancora oggi il complesso continua l'attività concertistica, con una formazione in cui l'unico membro originale rimasto è Renzo Levi Minzi, e nel 1996 ha pubblicato un album per la DV More Record. Il chitarrista Franco Capovilla ha continuato ad esibirsi con il nome I Delfini, fino al 20 dicembre 2008. È mancato per un male inesorabile la sera del 21 febbraio 2009. Mario Pace è mancato nell'agosto 2017 e Sergio Magri il 2 agosto 2019.

## Formazione
- Renzo Levi Minzi: voce solista, basso
- Sergio Magri: chitarre, sax
- Franco Capovilla: chitarre
- Mario Pace: batteria
- Giorgio Castellani: tastiere (dal 1961 al 1965)
- Sergio Capovilla: basso (dal 1968 al 1976)
- Giovanni Del Ben detto "Gianni Sax": sax (1968)
- Massimo Baezzato: batteria (dal 1976 al 1978)
- Gianni Schiavon: tastiere e voce (1982)
- Ennio Michelotto: basso, voce (dal 1983 al 1987)
- Luigi Dei Grandi: batteria (dal 1995)
- Benny Lamonica: tastiere, voce (dal 1995)
- Maurizio Lorenzo: tastiere, voce (dal 1995)
- Floriano Arcaro: voce solista (dal 1970 al 1975)

## Discografia

### Album in studio
- 1965 - I Delfini (CDB, LDB 3001)
- 1966 - I Delfini n° 2 (CDB, LDB 3003)
- 1996 - Nonostante tutto (DV More Record, CDDV 6028)

Ristampe
- 1996 - I Delfini (On Sale Music, 52-OSM-001; ristampa del 33 giri del 1965, con 4 bonus tracks)
- 1996 - I Delfini n° 2 (On Sale Music, 52-OSM-002; ristampa del 33 giri del 1966, con 6 bonus tracks)

### Singoli
- 1965 - Tu devi ritornare da me/Voglio essere il tuo uomo (CDB, DB 1069; pubblicato con due copertine differenti)
- 1965 - Non piango mai/Credimi cara (CDB, DB 1070)
- 1965 - Quella dei sogni miei/Stasera sono solo (CDB, DB 1074)
- 1965 - Anche se lei/Piangevo per te (CDB, DB 1077)
- 1966 - Il mio dolore/C'è un posto migliore per noi (CDB, DB 1081)
- 1966 - Tu te ne vai/Domani penserai a me (CDB, DB 1084)
- 1966 - Tu tu ridi/Boots and Saddles (CDB, DB 1092; sul lato B vi è un brano cantato da Jimmy Ricks)
- 1966 - Fate come noi/Salve ragazzi (CDB, DB 1095)
- 1966 - You went away/Mr. Volare (CDB, e 001; pubblicato negli Stati Uniti)
- 1967 - Segreto amore/Questa notte amore (CDB, DB 1109)
- 1967 - Chiuveva/Te sto aspettanno (CDB, DB 1112) - Festival di Napoli
- 1967 - Questa notte amore/Scende la sera (CDB, DB 1114)
- 1967 - Beat beat hurra/La speranza è giovane (Decca Records, fi 712)
- 1968 - Delfino time/Delfino time n° 2 (CDB, DB 1127)
- 1968 - I sogni son finiti/Ricordi (CDB, DB 1130)
- 1968 - Quando tornerai/Nebbia (CDB, DB 1138)
- 1968 - C'era un muro alto/Domani capirai (CDB, DB 1124)
- 1977 - Eloisa/Laila (Feeling Record Italiana, FR 9303)

### Compilation
- 1966 - Per voi giovani (CDB, LDB 3002)
- 1966 - Una serata al Piper (ARC, SA 09)
- 2003 - Live show - Bacchiglione beat (All shock up!, CDA 002; è presente il solo Franco Capovilla, che canta Stasera sono solo)